# Artur Malkowsky
Josef Julius Emil Artur Malkowsky (* 26. Januar 1891 in Rüttenscheid; † 1. September 1972 in Berlin) war ein deutscher Schauspieler bei Bühne und Film.

## Leben und Wirken
Malkowsky war ein Sohn des Bahnbeamten Julius Malkowsky und seiner Frau Eugenie. Über seine Ausbildung ist derzeit nichts bekannt. Seine Bühnenlaufbahn startete er zu Beginn der 1910er Jahre in der deutschen Provinz und spielte die kommenden zwei Jahrzehnte an Bühnen in unter anderem Bielefeld, Barmen-Elberfeld und Düsseldorf. In den 1930er und 1940er Jahren trat er an zahlreichen hauptstädtischen Spielstätten auf, darunter das Rose-Theater, das Theater der Jugend, das Renaissance-Theater, das Deutsche Theater (unter der Leitung Heinz Hilperts) und das Theater am Schiffbauerdamm. Während des Zweiten Weltkriegs sah man Artur Malkowsky auch am Potsdamer Stadttheater auf der Bühne. 
Gleich nach Kriegsende kehrte der füllige Malkowsky ans Deutsche Theater zurück und wirkte auch an dessen Kammerspielen. Zu seinen letzten Rollen von Bedeutung zählen sein Mr. Mulligan in Sean O’Caseys Harfe und Gewehr an den Kammerspielen, 1955 der Patriarch von Jerusalem in einer Inszenierung von G. E. Lessings Nathan der Weise am Deutschen Theater und 1961 der Gutsbesitzer Simeonow-Pischtschik in Anton Tschechows Der Kirschgarten, ebenfalls am Deutschen Theater. Als Lessings Patriarch sah man ihn auch 1960 in einer DDR-Fernsehfassung des Nathans.
Der Film besaß vor allem im Dritten Reich etwas Bedeutung in Malkowskys Karriere. Hier spielte er allerlei Chargen, von einem Großfürsten in Frühlingsmärchen über einen Polizisten in Pechmarie und einen Lkw-Fahrer in Die Werft zum Grauen Hecht bis zu einem Lord Baskerville in Der Hund von Baskerville, einem Opernsänger in Wir machen Musik über einen Fährmann in Gefährtin meines Sommers bis zu einem Professor in Jan und die Schwindlerin. Nach dem Krieg stand der überwiegend in Ostberlin arbeitende Artur Malkowsky kaum mehr vor der Kamera; seine letzte Kinorolle war die des Reichspräsidenten Paul von Hindenburg in der bundesrepublikanischen Stresemann-Biografie von Alfred Braun. Er starb 1972 in Berlin-Wilmersdorf.
Malkowsky heiratete 1927 Olga Ceblin, geb. Wegmüller. 1931 wurde die Ehe geschieden.

## Filmografie
- 1934: Frühlingsmärchen
- 1934: Pechmarie
- 1935: Lady Windermeres Fächer
- 1935: Der Kurier des Zaren
- 1936: Manja Valewska
- 1936: Der Hund von Baskerville
- 1937: Der Lachdoktor
- 1939: Schneider Wibbel
- 1942: Fronttheater
- 1942: Wir machen Musik
- 1943: Gefährtin meines Sommers
- 1943/47: Jan und die Schwindlerin
- 1951: Das Beil von Wandsbek
- 1956: Stresemann
- 1960: Nathan der Weise (Fernsehfilm)